# Joe Venuti and Zoot Sims
Joe Venuti and Zoot Sims è un album di Joe Venuti e Zoot Sims, pubblicato dalla Chiaroscuro Records nel 1975. Il disco fu registrato nel maggio del 1975 a New York.

## Tracce
Lato A
1. Avalon – 3:38 (Buddy De Sylva, Al Jolson, Vincent Rose)
2. I Surrender, Dear – 5:00 (Harry Barris, Gordon Clifford)
3. Wait 'Til You See Her – 4:22 (Richard Rodgers, Lorenz Hart)
4. Russian Lullaby – 4:15 (Irving Berlin)
5. Lady of the Evening – 3:50 (Irving Berlin)

Lato B
1. Where or When – 4:23 (Richard Rodgers, Lorenz Hart)
2. Lover Come Back to Me – 6:37 (Oscar Hammerstein II, Sigmund Romberg)
3. I'll See You In My Dreams – 4:42 (Isham Jones, Gus Kahn)
4. Don't Take Your Love from Me – 2:59 (Henry Nemo)
5. Shine – 3:16 (Lew Brown, Ford Dabney, Cecil Mack)

## Musicisti
- Joe Venuti - violino
- Zoot Sims - sassofono tenore
- John Bunch - pianoforte
- Spiegal Wilcox - trombone (solo nel brano: B4)
- Milt Hinton - contrabbasso
- Bobby Rosengarden - batteria[3]